# Mole-Creek-Karst-Nationalpark
Der Mole-Creek-Karst-Nationalpark (engl. Mole Creek Karst National Park) ist ein Nationalpark auf der zu Australien gehörenden Insel Tasmanien und liegt etwa 168 km nordwestlich von Hobart. Es ist der einzige Nationalpark Tasmaniens, der extra dazu geschaffen wurde, Karstgebiete zu schützen.
Die beiden bekanntesten Höhlen sind die Marakoopa Cave und die King Solomons Cave. Beide Höhlen sind für Besucher zugänglich und ermöglichen einen Einblick in diese Karstlandschaft. Die Leuchtkäfer in der Marakoopa Cave sind eine der größten in Australien beobachtbaren Populationen. Neben diesen beiden größeren Höhlen gibt es noch etwa 300 weitere Höhlen und Ponore.
Das Gebiet um den Mole Creek ist nicht nur für seine Höhlen bekannt, sondern auch für seine Schluchten, unterirdischen Wassersysteme und Quellen. Geführte Touren durch Höhlen und Wälder werden angeboten.

## Mole Creek
Hauptartikel: Mole Creek

In diesem Gebiet liegt der kleine Ort Mole Creek, der etwa 25 km von Deloraine entfernt ist. Der Ort hat 223 Einwohner und bietet einen Ausgangspunkt für Wanderungen im Nationalpark. Im Ort gibt es eine Imkerei, die unterschiedlichste Honigsorten anbietet und Unterkunftsmöglichkeiten.

## Galerie

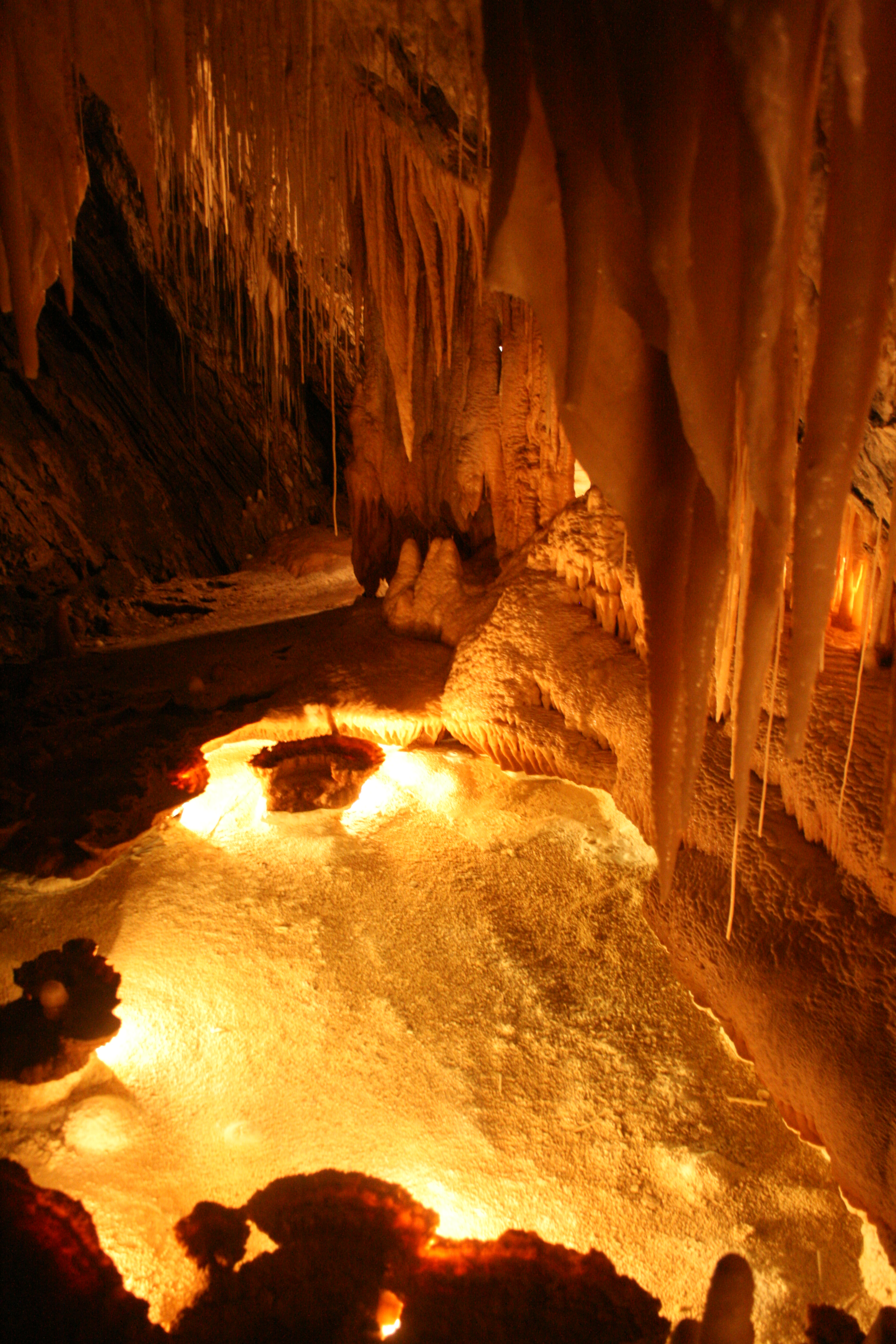
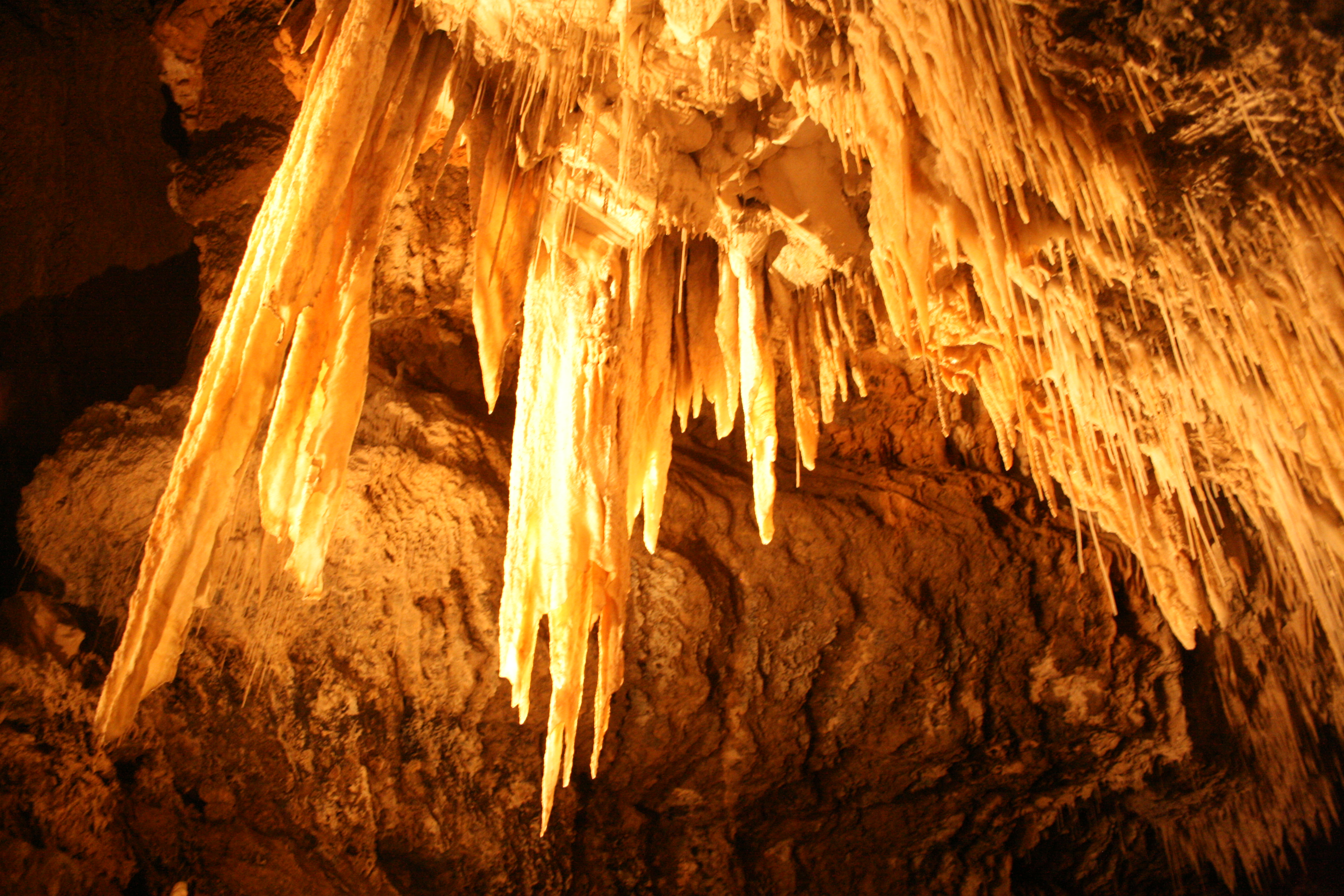
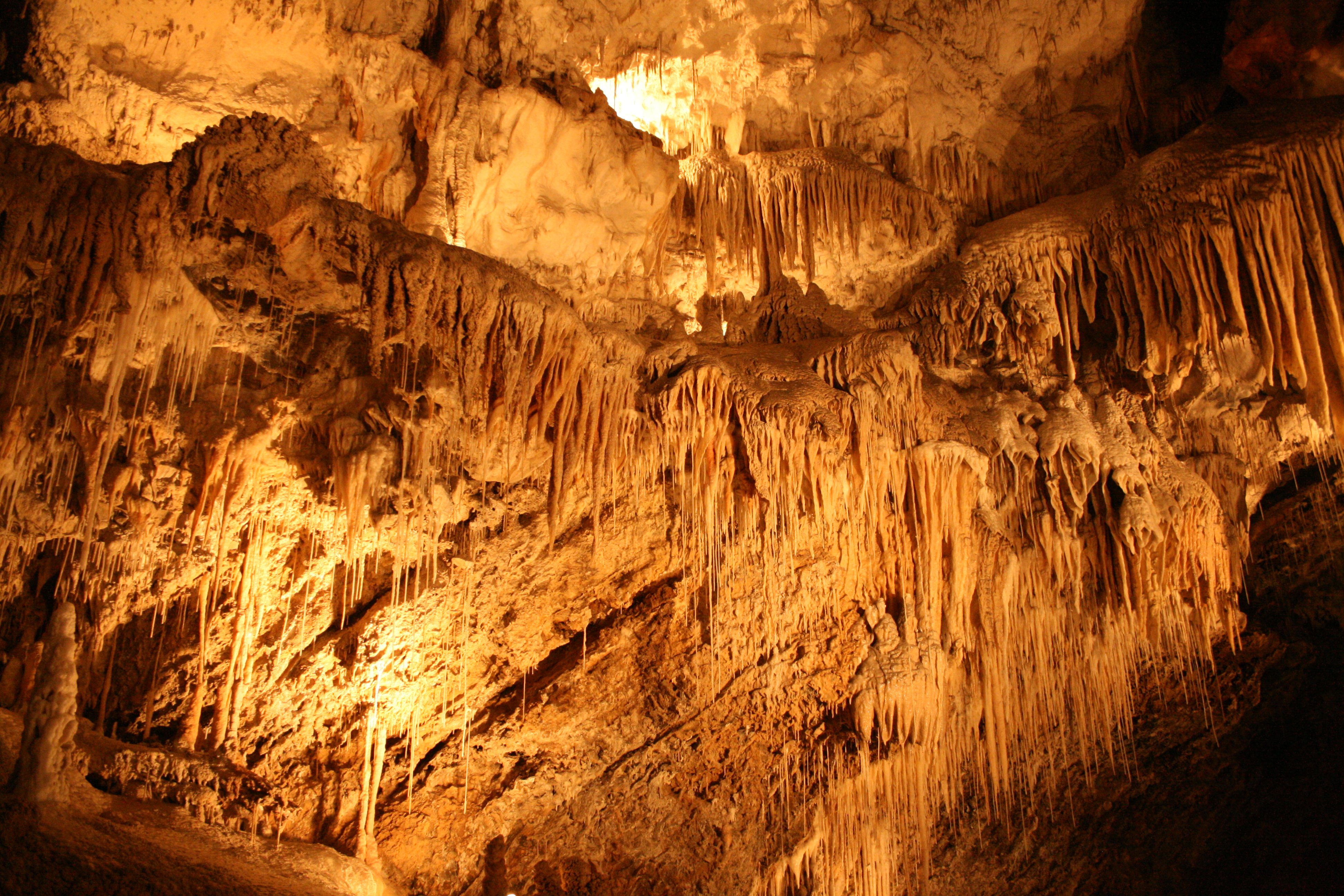
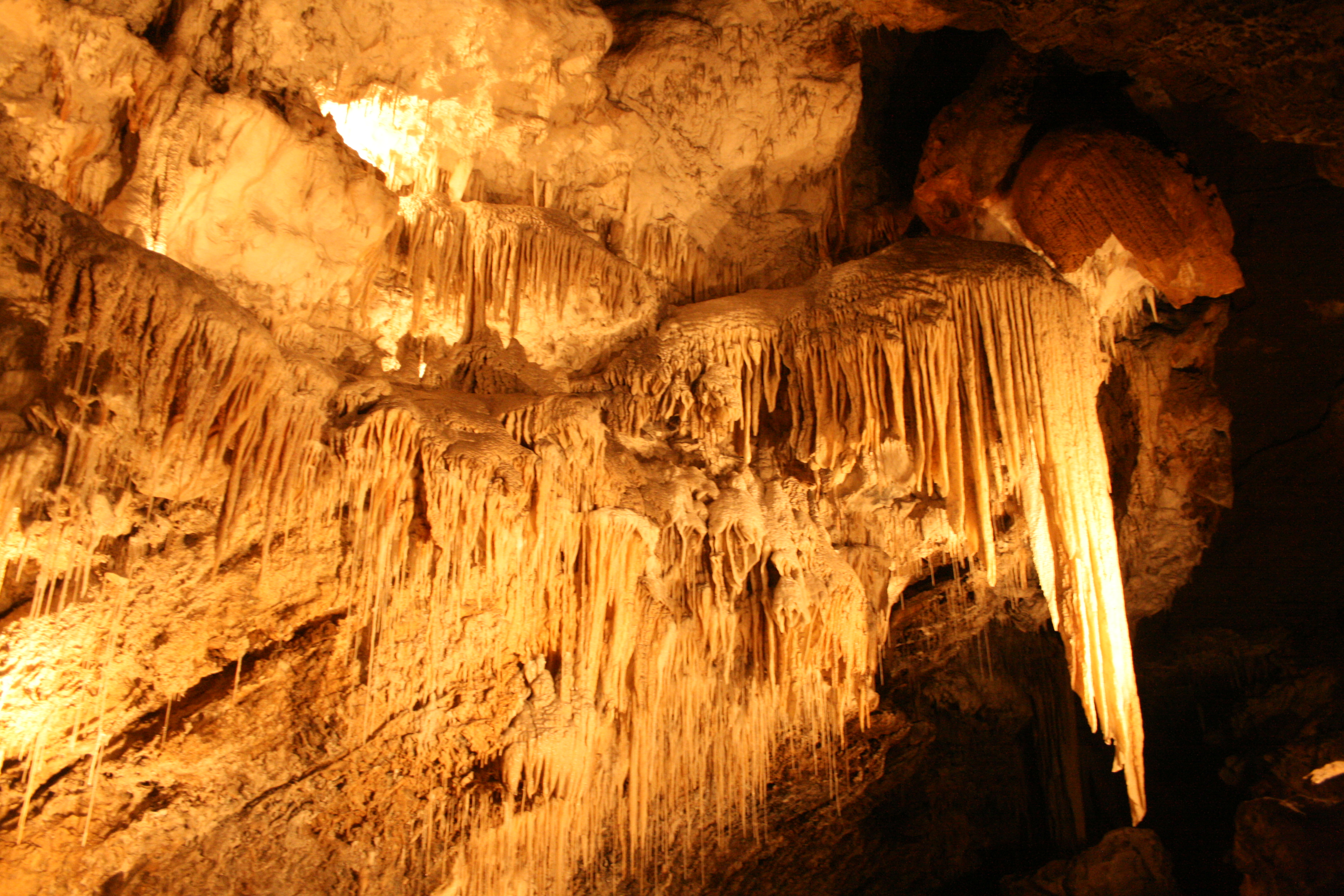
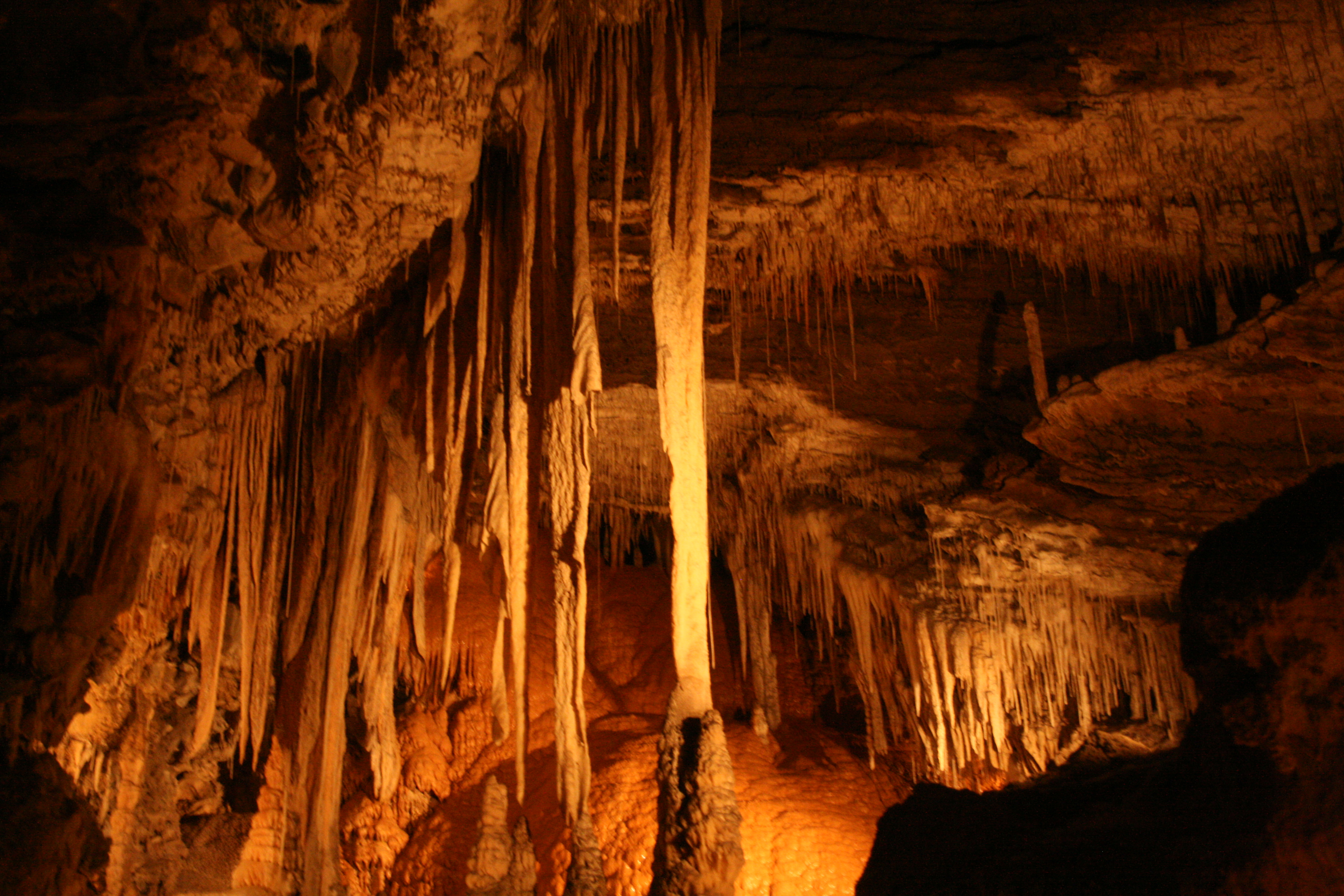
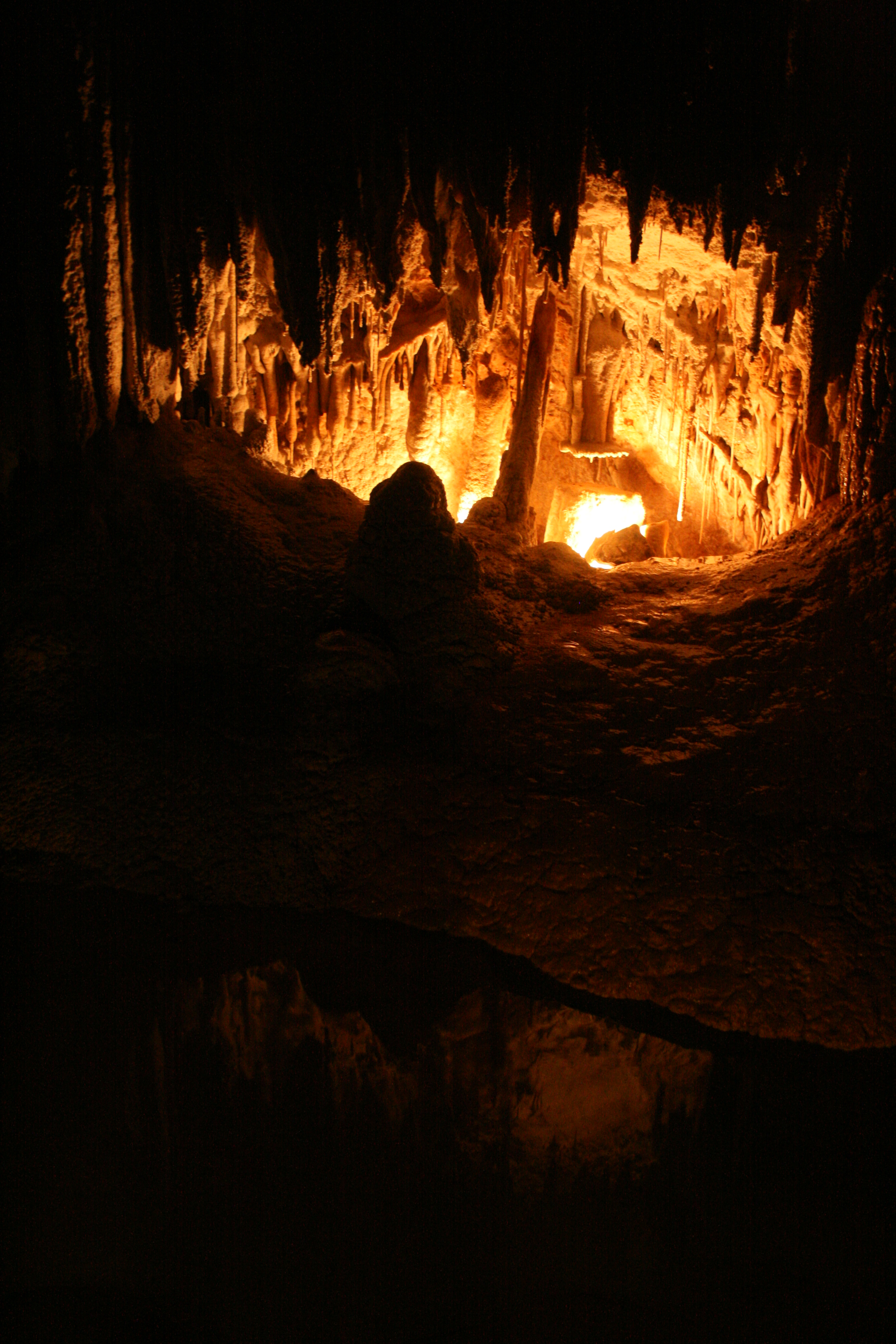